# Charles Grandemange
Pour les articles homonymes, voir Grandemange.
Charles Grandemange, né sans bras ni jambes le 10 juin 1834 aux Forges près d'Épinal dans le département des Vosges, au sein d'une famille d'ouvriers pauvres, est un mathématicien, calculateur prodige et instructeur de l'arithmétique d'Orléans, ville où il est mort le 14 octobre 1870.

## Biographie

### Naissance et handicap
Charles Grandemange naît le 10 juin 1834 à 10 heures du matin au domicile familial à la Tranchée de Bain, hameau de la commune des Forges dans le département des Vosges (ce hameau — orthographié aujourd'hui Tranchée de Bains — est rattaché en 1892 à la commune de Chantraine, puis aujourd’hui à la commune de Renauvoid). Son père, Jean Grandemange, est ouvrier charpentier, et sa mère, Christine Fouchécour, est tisserande. Il vient au monde lourdement handicapé, sans bras ni jambes.
En 1854, un journaliste américain rencontre Charles Grandemange, âgé de 20 ans, qui lui fait ainsi le récit de sa jeunesse : « Je suis né le 10 juin 1835 [en fait il s'agit du 10 juin 1834] à Épinal [en fait aux Forges] sans bras ni jambes, comme vous le voyez. À ma naissance, j’ai été caché à ma mère sur ordre des médecins pendant quinze jours, et ce ne fut qu’après une préparation au malheur qui la frappait qu’on me plaça enfin sous ses soins. Quand elle commença à s’occuper de moi, je pesais moins d'une livre et demie [moins de 750 g]. Il est aisé de comprendre que mon enfance était cernée de bien sombres présages. Né mutilé de la sorte, quel avenir pouvais-je attendre dans ce monde ? J’étais né d’une classe laborieuse, honnête et pauvre. Mon père, charpentier de son métier, avait de grandes difficultés — même avec ce que ma mère, qui était tisserande, pouvait gagner — à subvenir aux besoins de quatre enfants. ».

### Une enfance sans instruction dans la pauvreté
D'une famille pauvre de sept enfants, il montre très jeune un talent particulier pour le calcul mental. Mais « il est privé de toute espèce d'instruction, sur l'avis de certains personnages qui prétendirent que tout travail ferait disparaître la faculté native de l'enfant ». Cependant, il parvient à se former et à lire sans maître à l'adolescence, et malgré son handicap, réussit à écrire en s'aidant de son moignon dextre. Son acte de mariage comporte d'ailleurs sa signature, de bonne qualité graphique.

### La découverte par les médecins du talent de calculateur
Charles Grandemange commente encore sa jeunesse dans un journal américain en 1854 (traduction de l'anglais) : « Grâce aux soins de ma mère et à son attention, elle réussit à m’élever jusqu’à un âge où j’ai pu, malgré la constante inaction dans laquelle je vivais, avoir une vague intuition du talent dont la Providence m’avait doté, en retour de mes privations et de mes déficiences. »
Mais les médecins qui ont accouché Christine Fouchécour ne laissent pas tomber la famille et font une découverte : « M. Pélicot, chirurgien de la ville, et M. Émile Haxo, chirurgien-major du régiment de la garnison d’Épinal, qui avaient assisté à ma naissance et reçu mon pauvre petit corps pesant alors tout au plus une livre et demie avec les vêtements, ne sont pas prêts à oublier le chemin vers l'humble toit qui m’abritait. Ils venaient me voir de temps en temps. Étant témoins de la première et suffisamment rare inclination que je montrais pour le calcul mental, ils m’adressèrent quelques questions, d’abord très simples, puis certaines plus difficiles, jusqu’à se risquer aux questions d’arithmétique des plus abstruses. De cette façon, et sans aucune instruction, je suis devenu capable de résoudre presque instantanément les petites énigmes de calcul qu’ils me soumettaient. De fait, je suis rapidement devenu assez habile pour tenter aussi et avec le même succès quelques petits problèmes dans le domaine de la géométrie dont mon père, grâce à son expérience pratique, avait des rudiments suffisants pour m’y instruire. Grâce aux conseils des médecins et de quelques savants qui me rendirent visite, mon père se résolut à me présenter à certains établissements éducatifs de bonne réputation dans notre pays des Vosges et les départements voisins. Le net succès que j’ai rencontré m’ayant enhardi, je décidai, après avoir perdu mon père, de visiter Paris, la métropole et le centre de la science. J'ai eu l'honneur d'y paraître, le 19 mars dernier (1853), devant une commission choisie pour examiner mes facultés intellectuelles par l'Académie des Sciences et j’ai été encouragé par les suffrages de l'élite que j'ai été heureux d'obtenir. »

### Un phénomène de foire chez les saltimbanques
La famille de Charles Grandemange se trouvant dans l'impossibilité d'élever ses sept enfants, Charles est toutefois contraint à une vie errante faite d'exhibitions. Il se retrouve à l'adolescence dans le monde de la foire, notamment à Orléans. « L'un des plus anciens et fidèles abonnés du Journal du Loiret se souvient d'avoir vu Charles Grandemange, à la foire du Mail dans la baraque d'un saltimbanque », où il est montré comme un phénomène de foire et épate le public par ses prouesses de calcul, ce qui est une pratique courante au XIXe siècle.
Le Journal du Loiret du 15 avril 1863 rapporte que « pour venir en aide à sa famille dans l'embarras, il lui faut recourir à des séances publiques où, monté sur son tabouret, il répond avec la promptitude qui lui est familière, à toutes les questions qui lui sont posées ». Le journal souligne que « cette période de sa vie fut la plus critique et ces exhibitions publiques, dont il n'était pas le maître de les éviter, lui répugnaient; et combien la vie errante qu'on lui faisait mener, était un obstacle à la réalisation de ses projets d'enseignement, le rêve de sa vie ».
Par ailleurs, dans un livre d'Auguste Rondel intitulé Collection de manuscrits, Section MRo. Musique, music-hall, danse, mime, cirque, marionnette, fêtes et carnavals qui compile les autographes de certaines célébrités, Charles Grandemange appose, le 1er juin 1859, son élégante signature ornée d'arabesques et de fioritures, au titre d'exploit physique de la part d'un handicapé. Il est classé dans la sous-section Cirque comme un artiste de cirque à la page 1, et comme artiste lyrique à la page 2.
Un journaliste américain qui a eu l'occasion de connaître Charles Grandemange en 1854 regrette que son talent soit davantage interprété comme un phénomène de spectacle que comme une marque de génie scientifique (traduction de l'anglais) : « Il est profondément regrettable que cet enfant affligé et doué soit contraint d'utiliser ses talents comme faible moyen de subsistance, donnant aux réalisations intellectuelles un destin ne dépassant pas l’habile tour du prestidigitateur ou le saut périlleux de l’acrobate. ».

### La «boîte»
Le journaliste américain déjà cité raconte les conditions de vie de Charles Grandemange (traduction de l'anglais) : « (...) Ce pauvre enfant se trouve sans bras ni jambes et ne peut être maintenu en position debout qu’à l’aide d’une sorte de boîte de trente et quelques centimètres (...) dans laquelle il est contraint de vivre constamment. Mais ce fragment de corps humain, qui, à Sparte, aurait péri le jour de sa naissance, a reçu en compensation de sa complète infirmité une extraordinaire faculté d'abstraction et de calcul. Toutes ses forces vitales privées de la possibilité d'expansion semblent avoir trouvé refuge dans son cerveau, et dans ce grand malheur, cela a entraîné un développement des plus extraordinaires de pouvoirs mathématiques. ».

### L'écriture et la signature
Dans sa jeunesse, Charles Grandemange avait appris à écrire en s'aidant de son moignon dextre. Plus tard, le journaliste américain déjà cité décrit une autre méthode adoptée par Charles Grandemange pour écrire (traduction de l'anglais) : « Nous avons joint au portrait de Charles Grandemange un fac-similé de sa signature. Le narrateur des faits que nous rapportons ci-dessus nous a également dit ceci : « Les caractères ont été rapidement tracés par Charles Grandemange en notre présence avec une plume ordinaire tenue entre sa joue et sa jambe qui lui tient lieu de bras droit ». De cette manière, il exécuta même des fioritures avec la plume, qui possèdent un degré considérable de grâce et de beauté. ».
Charles Grandemange, considéré comme une personnalité de renom au milieu du XIXe siècle, se voit également honoré d'apposer le 7 juin 1859 son autographe dans une collection de manuscrits d'Auguste Rondel, aux côtés d'artistes et de célébrités.

### Les portraits (daguerréotype, dessin et photographie)
Il existe un dessin représentant Charles Grandemange figurant dans le no 475 de L'Illustration du 3 avril 1852, d'après un daguerréotype tiré au Casino des Arts par M. Leborgne[Qui ?], utilisateur de la lumière électrique dans les procédés photographiques, où il est représenté calé dans une boîte de 30 centimètres qui soutient son buste, posée sur un fauteuil. Sur ces dessins figurent son écriture et sa signature agrémentée d'ornements. 
Vers 1865 également, le photographe Arthur Dupré, du 41 rue Solférino à Compiègne, a pu tirer le portrait en photographie de Charles Grandemange.

### La carrière mathématique
Le 4 avril 1850, le Journal du Loiret annonce que le jeune Charles Grandemange, alors âgé de 16 ans, qui « marche sur les traces de Mondeux », a donné une séance le dimanche 2 juin 1850 « dans la salle de physique du lycée à laquelle assistaient professeurs et élèves qui ont pu apprécier l'aptitude extraordinaire du jeune mathématicien à résoudre les problèmes compliqués de l'arithmétique et exécute de tête les opérations que les calculateurs exercés ne peuvent faire sans le secours des logarithmes ».
Son succès public est tel que Charles Grandemange décide de rester à Orléans. Repéré par le professeur de mathématiques et Conseiller de l'Université Louis Bourdon, Grandemange devient professeur de calcul mental à l'école municipale professionnelle d'Orléans. Bourdon devient son « généreux protecteur qui voulait qu'on lui assurât les moyens d'existence pour le mettre en position de cultiver son instruction »[réf. souhaitée].

### Mariage
Le 5 décembre 1863, il épouse à Orléans Victoire-Clotilde Freneaux, lingère, née le 15 décembre 1838 à Orléans, fille d'Étienne Alexandre Casimir Freneaux et de Clémence Sophie Grosset.

### Les aptitudes de calculateur prodige
Charles Grandemange possède « une admirable faculté pour exécuter mentalement les calculs les plus compliqués, résoudre les problèmes dont les arithméticiens les plus exercés ne peuvent trouver la solution qu'à l'aide des formules algébriques. Il effectuait de plus ses opérations avec une étonnante promptitude, s'agit-il même de décomposer des nombres de trois et de quatre chiffres en leurs facteurs premiers, ou d'extraire la racine carrée de la somme de deux carrés »[réf. nécessaire].
Le journaliste américain déjà cité raconte ceci (traduction de l'anglais) : « Nous avons la chance d’avoir un aperçu d'une de ces séances par quelqu’un qui était présent le 25e jour de mars 1852. Ce visiteur dit : « Le jeune mathématicien accomplit au-delà de l’attente générale les promesses de son programme. Une série de problèmes obscurs et complexes lui ont été soumis pendant trois longues heures, et il les a tous résolus avec une rapidité qu’on pourrait qualifier d’électrique. On lui a demandé de multiplier une quantité composée de deux cents chiffres par un autre composé de dix ou douze chiffres. Après une brève pause, il a fait connaître le produit, qui a ensuite été vérifié exact et qui aurait peut-être exigé sur le papier une demi-heure de calcul. Quelqu’un, entre autres, lui a demandé de donner le reste de la division par neuf d'un immense chiffre en sextillions, quintillions, quadrillions, milliards, millions, etc. La somme était à peine énoncée, que le jeune calculateur avait déjà répondu, en un éclair : « Quatre ! » ; une réponse dont l'exactitude et l’instantanéité étonnèrent l’audience, ainsi que celui qui avait posé la question. »
Mais il n'est pas simplement doté d'une mémoire hors du commun comme tous les calculateurs prodiges — qui restent par contre parfois inaptes à d'autres apprentissages (lecture, mathématiques) — Charles Grandemange a également été capable d'apprendre à lire, à écrire et à se cultiver par lui-même. Pour l'arithmétique, il élabore des stratégies de calcul : « Les solutions données par Grandemange à une série de questions dont les difficultés avaient été graduées, ont prouvé à MM. les professeurs, qu'il n'est pas seulement un calculateur extraordinaire, mais qu'il sait aussi diriger les raisonnements d'un problème, et suppléer par des méthodes ingénieuses aux formules savantes des Algébristes ».
N'ayant eu la chance d'avoir reçu une instruction dans sa jeunesse, « il reçoit alors tout de même les premières notions de l'arithmétique, telle qu'on l'enseigne dans les écoles ; puis comme il avait appris à lire et à écrire sans maître, il termina aussi sans maître ses études de mathématiques transcendantes, sans négliger ses occupations favorites, son calcul mental ».

### La reconnaissance, les prix
Le journaliste américain déjà cité exprime ainsi son admiration pour Charles Grandemange (traduction de l'anglais) : « Une intelligence si prompte et extraordinaire chez un être humain si déformé et pitoyable, est un spectacle vraiment digne d’admiration et d’intérêt. ».
Dès 1853, Grandemange reçoit « une médaille d'argent, récompense exceptionnelle de sa haute intelligence et du talent dont il venait de faire preuve ». Le 17 février 1854, la société des sciences industrielles de Paris lui décerne une médaille d'or de 1re classe.
Louis Bourdon, savant mathématicien, a « pu discerner chez Grandemange un procédé vraiment très ingénieux, destiné à abréger beaucoup les calculs, et devant conduire à des résultats vraiment remarquables sous le rapport de la science ». « L'autorité du savant professeur appela l'attention des sociétés d'instruction, qui soumirent la méthode nouvelle à un examen attentif ; elle parut digne d'entrer dans les traités destinés à l'enseignement des mathématiques ». Louis Bourdon s'entretient fréquemment avec le jeune Grandemange, devine les moyens simples et ingénieux qu'il met en œuvre pour ses calculs et puise chez lui « l'idée d'une Méthode d'essai ».
Il est dit plus d'une fois à Charles Grandemange : « La faculté que vous posséderez ne peut se communiquer ; on ne forme pas des calculateurs de tête. Je prouverai le contraire, répliquait-il ; et il l'a fait, comme il l'a dit. On l'a vu présenter à l'examen d'une commission spéciale un de ses élèves qui, par ses réponses, fournit la preuve, que les procédés de son professeur, ses moyens de calcul étaient transmissibles. Il veut aujourd'hui, expliquant sa méthode dans son traité d'Arithmétique, en donner une preuve nouvelle, appelant sur elle l'attention de tous ceux qui s'intéressent aux sciences ».
Charles Grandemange avait pour ambition de diffuser le fruit de ses conceptions mathématiques de manière désintéressée et dans le but d'être utile. Le Journal du Loiret du 15 avril 1863 montre sa reconnaissance pour cet homme : « répandre l'instruction, c'est servir son pays et l'humanité ».
En 1863, Charles Grandemange fait hommage au Prince impérial en lui envoyant le manuscrit de son traité d'arithmétique mentale. Le premier août, le sous-chef du cabinet de l'Empereur fait savoir à Charles Grandemange que « sa Majesté a bien voulu accepter cet ouvrage dont la valeur a été appréciée, en haut lieu, après examen ». Mais M. C. Maze, dans le Cosmos, fait remarquer en 1871 que « le manuscrit, donné au prince impérial, a dû périr dans l'incendie des Tuileries » provoqué par les communards.
Au cours de sa vie, il devient membre-lauréat de plusieurs sociétés savantes françaises et étrangères.
Après 1863, la méthode de calcul mental écrite par Charles est couronnée d'une médaille d'argent exceptionnelle de la Société pour l'instruction élémentaire de Paris.
En mai 1863, l'évêque d'Orléans Mgr Félix Dupanloup énonce sa reconnaissance à Charles Grandemange pour sa méthode de calcul en ces termes: « Les hommes de la science ont déjà rendu justice au mérite de votre système ; je fais des vœux pour le succès du livre qui l'expose, et n'a d'autre but que de le rendre de plus en plus utile, en le rendant de plus en plus populaire ».
Un prix de calcul mental est créé en l'honneur de la méthode de Charles Grandemange : le prix d'enseignement spécial, option calcul mental, d'après la méthode du mathématicien, attribué par des membres de la Société d'encouragement de Paris aux élèves de l'école supérieure d'Orléans.
Le 11 décembre 1857, le conseil municipal et le maire d'Orléans inscrivent une somme de 300 francs « pour indemnité de Charles Grandemange, professeur de mathématiques, dont les leçons peuvent être utiles à nos écoles primaires ».

### Les cours à domicile
Charles Grandemange donne tous les ans pendant les vacances d'été, en plus de ses cours à l'école supérieure d'Orléans, des cours particuliers de calcul mental à son domicile du 51, rue d'Illiers.

### L'accident
Le 11 août 1865, le Journal du Loiret rapporte un accident survenu à Charles Grandemange, « qui pouvait avoir les suites les plus funestes : Grandemange, privé, comme on sait, de bras et de jambes, prenait hier un bain dans l'établissement de M. Chambon, rue St Martin du Mail. Madame Grandemange l'ayant quitté un instant pour aller prendre une serviette en dehors de la salle, il glissa dans sa baignoire en jetant quelques cris qui heureusement furent entendus. Des soins lui ont été donnés aussitôt, et, ce matin, il sortait de l'établissement, où il a passé la nuit, dans un état de parfaite santé ». En effet, en l'absence de membres, il ne pouvait pas se rattraper de la chute et risquait la noyade.

### Les  cinq domiciles à Orléans
Après 1858, il s'installe avec sa femme au 30, rue de Limare, puis au 51, rue d'Illiers. C'est là qu'il donne ses leçons particulières et se met à écrire un « curieux petit livre intitulé : Arithmétique théorique, pratique et mentale ». Son acte de mariage indique qu'il habite au 63, rue d'Illiers. En 1860, il habite au 11, faubourg Saint-Jean. Son acte de décès atteste qu'il habitait alors au 16, faubourg Saint-Jean.

### Décès
Le Journal du Loiret du 13 novembre 1870, en colonne 2 de la page 4 annonce par l'avis 1370 le décès le 14 octobre 1870 à cinq heures du matin à son domicile du 16, faubourg Saint-Jean à l'âge de 36 ans seulement. Il n'y a pas d'autre article de type hommage posthume concernant Charles Grandemange dans le Journal du Loiret, malgré sa notoriété et les fréquents articles sur lui entre 1850 et 1870. En effet, cette mort tombe à l'époque de la guerre franco-allemande de 1870 et le Journal du Loiret ne paraît plus qu'épisodiquement à cette période.

## Publications
Charles Grandemange est l'auteur de trois ouvrages sur l'arithmétique :
- Arithmétique théorique, pratique et mentale ou application raisonnée du calcul mental à l'Arithmétique, considérée du point de vue agricole, industriel et commercial, 1863, 248 pages[15]
- Arithmétique théorique, pratique et mentale, 1866, 94 pages[16]
- Recueil de 600 problèmes ou exercices, contenant plus de 2000 questions agricoles, industrielles et commerciales, rédigé conformément à l'Arithmétique théorique, pratique et mentale, 2 volumes (partie de l'élève et partie du maître), Orléans, Paul Masson éditions, 1865, 182 pages au total [lire en ligne].

## Hommage
La commune de Chantraine dans les Vosges lui a rendu hommage en nommant en 1995 Maison Charles Grandemange un nouveau bâtiment, situé 43 rue Jules Ferry, et doté de plusieurs salles multifonctions.
Dominique Blanc, dans son ouvrage Enfances - Anthropologie et calculs - Calculateurs prodiges. Enfants sauvages, enfants savants, rapporte que « M. Bourru appelle l'attention de l'Académie sur un jeune homme âgé de 16 ans qui fait, de mémoire, des calculs très-compliqués, et résout des problèmes assez difficiles. Ce jeune homme, nommé C. Grandemange, est né sans jambes ni bras ».

## Les monstres mathématiques
L'auteur et universitaire britannique Mathew Fuller (en) appelle « monstres mathématiques »  (« freaks of numbers ») des individus chez qui la puissance de calcul a atteint une intensité prodigieuse.
Dans un article des Annales politiques et littéraires du 9 février 1908 intitulé « Calculateurs prodiges », l'ingénieur et mathématicien Maurice d'Ocagne cite Charles Grandemange, qu'il qualifie d'« homme-tronc,», parmi une liste d'autres prodiges des nombres : « 
- le jeune lorrain Mathieu Le Coq[22] qui, alors âgé de huit ans, émerveilla, à Florence, Balthasar de Monconys, lors de son troisième voyage en Italie en 1664[20],[23]
- Mme de Lingré, qui dans les salons de la Restauration, faisait, au dire de Mme de Genlis, les opérations de tête les plus compliquées au milieu du bruit des conversations[24]
- « l’esclave nègre » Thomas Fuller[22], de l’État de Virginie, qui, à la fin du XVIIIe siècle mourut à 80 ans sans avoir appris à lire ni à écrire
- le pâtre wurtembergeois Dinner
- le pâtre tyrolien Pierre Annich
- l’Anglais Jedediah Buxton (en)[22], simple batteur en grange
- l’Américain Zerah Colburn (en)[22], qui fut successivement acteur, diacre méthodiste et professeur de langues
- Zacharias Dase[22], qui appliqua ses facultés de calculateur à la continuation des tables de diviseurs premiers de Burckhardt pour les nombres de 7 000 000 à 10 000 000
- George Parker Bidder (en), le constructeur des Docks de Victoria à Londres, qui devint président de l’Institution of Civil Engineers et transmit en partie ses dons pour le calcul à son fils Georges
- le pâtre sicilien Vito Mangiamelle (it)[22], qui possédait, en outre, une grande facilité pour apprendre les langues
- le jeune Piémontais Pughiesi
- les Russes Ivan Petrof et Mikaïl Cerebriakof
- le pâtre tourangeau Henri Mondeux[22],[25],[26], qui eut une très grande vogue sous le règne de Louis-Philippe
- le jeune Bordelais Adrien Prolongeau (1832-1862?)[22]
- Vinckler, qui a été l’objet d’une expérience remarquable devant l’Université d’Oxford.
- le Piémontais Jacques Inaudi[22],[25], lui aussi pâtre à ses débuts, et qui a trouvé un émule en la personne du Grec Diamandi. »

Maurice d'Ocagne estime dans sa théorie du début du XXe siècle que « les facultés de calcul constatées chez les bergers – souvent représentés dans sa liste – tiennent en grande partie au fait que, dès l’enfance, le calcul mental peut être un moyen de passer le temps pendant que l’on garde les moutons. » Il ajoute d’ailleurs que « de telles capacités de calcul sont extrêmement rares et s’épanouissent souvent aux dépens d’autres facultés. ».

#### Journal du Loiret
1. 1 2  Jeunesse de Charles Grandemange dans la souffrance, 15 avril 1863, p. 6-8, colonnes 2 et 3, sur mediatheques.orleans-metropole.fr, Bibliothèque numérique d'Orléans.
2. 1 2 3 4  Grandemange saltimbanque, Grandemange et l'écriture, Grandemange professeur d'arithmétique, 12 août 1932, p. 2/4, colonne 2, sur mediatheques.orleans-metropole.fr, Bibliothèque numérique d'Orléans.
3. ↑  Les premières conférences de Charles Grandemange, 4 juin 1850, p. 2/4, colonne 2 sur mediatheques.orleans-metropole.fr, Bibliothèque numérique d'Orléans.
4. ↑  Les stratégies mathématiques de Charles Grandemange, 4 juin 1850, p. 2/4, colonne 2, sur mediatheques.orleans-metropole.fr, Bibliothèque numérique d'Orléans.
5. 1 2 3  Charles Grandemange, transmetteur du savoir, 15 avril 1863, p. 6/8,, colonnes 2 et 3, sur mediatheques.orleans-metropole.fr, Bibliothèque numérique d'Orléans.
6. ↑  Annonce du premier livre de Grandemange, 15 avril 1863, p. 6/8, colonnes 2 et 3, in Journal du Loiret sur mediatheques.orleans-metropole.fr, Bibliothèque numérique d'Orléans.
7. ↑  Entretiens de Louis Bourdon avec Charles Grandemange, 15 avril 1863, p. 6/8, colonnes 2 et 3, sur mediatheques.orleans-metropole.fr, Bibliothèque numérique d'Orléans.
8. ↑  Grandemange et le Prince impérial, 1er août 1863, p. 3/4, sur mediatheques.orleans-metropole.fr, Bibliothèque numérique d'Orléans.
9. ↑  Médaille d'argent pour la méthode de calcul de Charles Grandemange, 20 août 1859 p. 3/4, sur mediatheques.orleans-metropole.fr, Bibliothèque numérique d'Orléans.
10. ↑  Reconnaissance de l'Évêque d'Orléans, 28 mai 1863, p. 2/4, sur mediatheques.orleans-metropole.fr, Bibliothèque numérique d'Orléans.
11. ↑  Prix d'Enseignement spécial, 14 août 1856, p. 2/4, sur mediatheques.orleans-metropole.fr, Bibliothèque numérique d'Orléans.
12. ↑  Indemnité de la mairie d'Orléans pour le professeur du primaire Grandemange, 11 décembre 1857, p. 3/4, sur mediatheques.orleans-metropole.fr, Bibliothèque numérique d'Orléans.
13. ↑  Leçons d'arithmétique de Charles Grandemange, 20 août 1860, p. 3/4, sur mediatheques.orleans-metropole.fr, Bibliothèque numérique d'Orléans.
14. ↑  L'accident de la baignoire de Charles Grandemange, 11 août 1865, p. 2/4 sur mediatheques.orleans-metropole.fr, Bibliothèque numérique d'Orléans.
15. ↑  Archives des éditions du Journal du Loiret par année, sur le site mediatheques.orleans-metropole.fr, Bibliothèque numérique d'Orléans.

#### Autres sources
1. 1 2 3 4  Acte de naissance de Charles Grandemange, Registre des naissances des Forges, No 30 du 10 juin 1834, cote 4E181/3-31640, vue 16/27, archives départementales des Vosges.
2. ↑  « La Tranchée de Bains, lieudit dit de la commune de Renauvoid », sur frcodepostal.com (consulté le 21 décembre 2021)
3. 1 2 3 4 5 6 7 8 9  (en) Abel Stevens (dir.), « Grandemange, the French prodigy » [« Grandemange, le prodige français »], The National Magazine Devoted to Literature, Art and Religion, New York, Carlton & Philipps, vol. IV,‎ juin 1854, p. 22-23 (lire en ligne)Reportage, interview, image et signature stylisée de Charles Grandemange
4. 1 2  « Acte de mariage de Charles Grandemange », Registre d'état civil d'Orléans dans le Loiret du 5 décembre 1863, cote EC 30459, acte No 341, vue 345/365, sur le site des archives départementales du Loiret.
5. ↑  Biographie partielle du docteur Émile Haxo sur EcriVosges.com, consulté le 30 août 2016.
6. ↑  Les spectacles du calculateur prodige Jacques Inaudi sur paranormal.blogspirit.com.
7. 1 2  Autographe de Charles Grandemange, Collection de manuscrits d'Auguste Rondel, sous-section Cirque/Artistes de cirque, sur gallica.bnf.fr, consulté le 11 juillet 2016.
8. ↑  « Charles Grandemange, mathématicien mental, né sans bras ni jambes »,L'Illustration, Journal universel no 475 du 3 avril 1952, page 16 (dernière page) numérotée 224, sur s3-eu-west-1.amazonaws.com, consulté le 26 août 2016.
9. ↑  « Brève biographie du photographe Arthur Dupré », yveslebrec.blogg.org, consulté le 26 août 2016.
10. ↑  Photographie de Charles Grandemange avec sa signature ornementée sur delcampe.fr, consulté le 24 août 2016.
11. ↑  Adolphe Benestor (1822-1864) Lunel, Dictionnaire critique et raisonné des erreurs et préjugés en médecine, par B. Lunel,..., 1854 (lire en ligne), p. 55.
12. ↑  28° édition des Éléments de mathématique, Louis Bourdon, note de la p. 428.
13. ↑  Les calculateurs prodiges - Partie 2 (Revue encyclopédique), A. Béligne, 1892 sur carnets2psycho.net.
14. ↑  Acte de décès de Charles Grandemange, Registre des décès d'Orléans de 1870, Cote EC 52797, vue 459/512, Archives départementales du Loiret.
15. ↑  Arithmétique théorique, pratique et mentale de Charles Grandemange, 1863, 248 pages, sur Google books.
16. ↑  Arithmétique théorique, pratique et mentale de Charles Grandemange, 1866, 94 pages, sur Google books.
17. ↑  « Maison Charles Grandemange », sur www.mairie-chantraine.fr (consulté le 23 janvier 2020).
18. ↑  Dominique Blanc, « Enfances - Anthropologie et calcul - Calculateurs prodiges : Enfants sauvages, enfants savants », sur www.dominiqueblanc.com (consulté le 21 janvier 2020).
19. 1 2  [PDF]Monstres mathématiques (Freaks of Number), Matthew Fuller, 2004, sur le site editions-hyx.com.
20. 1 2  Calculateurs prodiges, article de Maurice d'Ocagne in Les Annales politiques et littéraires, dir. Adolphe Brisson, 9 février 1908, p. 137 sur gallica.bnf.fr.
21. ↑  Maurice d’Ocagne (1862-1938), Le calcul simplifié par les procédés mécaniques et graphiques : esquisse générale comprenant calcul mécanique, calcul graphique, calcul graphomécanique, calcul monographique, calcul nomomécanique (3e édition avec une rédaction entièrement renouvelée et de nombreuses additions), 1928 (lire en ligne).
22. 1 2 3 4 5 6 7 8 9  Brèves biographies des Calculateurs prodiges sur le site science-et-magie.com.
23. ↑  Les voyages de Balthasar de Monconys et l'histoire de la science par Balthasar De Monconys, Librairie scientifique A. Hermann, 1887, sur gallica.bnf.fr.
24. ↑  Récit sur Mme de Lingré, in Mémoires inédits de Madame la Comtesse de Genlis, Tome 8, édition Ladvocat, 1825, p.105, sur Google books.
25. 1 2  Biographies de Mondeux et Inaudi sur paranormal.blogspirit.com.
26. ↑  Émile Jacoby, Biographie de Henri Mondeux,le jeune Pâtre calculateur de la Touraine, Charpentier, 1846, 200 p. (lire en ligne).